# جورج إي. ألين سينيور
جورج إي. ألين سينيور (بالإنجليزية: George E. Allen, Sr.) هو محامي أمريكي، ولد في 31 مارس 1885 في مقاطعة لونينبرغ في الولايات المتحدة، وتوفي في 21 يوليو 1972 في ريتشموند في الولايات المتحدة.